# GOR (drone)
Pour les articles homonymes, voir Gor.
Le GOR (en ukrainien : Гор) est un véhicule aérien sans pilote (ou drone) de reconnaissance aérienne créé par la société Airlogix après l’invasion de l'Ukraine par la Russie. Sa fonction est de surveiller et d’ajuster les tirs en temps réel.

## Principales caractéristiques du système
Le véhicule aérien sans pilote est équipé d’un module de communication très fiable (AES256) qui lui permet de s’enfoncer profondément derrière les lignes ennemies, jusqu’à 40 km, et de résister à la guerre électronique. Il dispose d’une caméra Full HD avec zoom optique 40x, zoom numérique supplémentaire 2x pour la caméra de jour et zoom numérique 8x pour la caméra de nuit.
Le système de communication dispose d’un canal principal et d’un canal dupliqué. Le canal principal a une fréquence de 700 MHz, le canal de rechange est de 80 MHz. Les deux canaux utilisent PPRF pour se protéger contre la guerre électronique.
En cas de perte du canal principal, le système passe automatiquement à un autre canal de communication et l’opérateur a la possibilité de retirer le drone de la zone de couverture de la guerre électronique.
En plus de la capacité de contrôle, le canal de communication de secours est utilisé pour obtenir en outre les coordonnées du drone.

## Charge utile
En fonction des demandes des utilisateurs finaux et des tâches prévues pour être effectuées par ce drone, le drone peut être équipé de différents systèmes de caméras. Il peut s’agir d’un système de caméra de jour et de nuit dans un seul boîtier, ou d’un seul système de caméra de jour.

## Poste de commande
La station au sol pour le drone est une solution conçue pour contrôler facilement le drone et sa caméra pendant le vol. Les principaux éléments d’une station au sol sont :
- deux ordinateurs portables (contrôle de caméra et drone),
- un lanceur de type catapulte,
- un système d’antenne ainsi que du matériel de communication.

## Production
Selon des informations provenant de sources ouvertes, la société Airlogix a reçu l’autorisation de produire en série le drone, et a reçu en 2023 un contrat pour un montant inconnu.

## Engagements
L’un des prototypes du drone GOR a effectué 70 sorties et parmi à l’artillerie des forces armées ukrainiennes d’ajuster ses tirs.